# Euphrosine von Oppeln
Euphrosine (poln. Eufrozyna; * zwischen 1228 und 1230; † 4. November 1292) war eine polnische Prinzessin und kujawische Fürstin. Sie entstammte dem Adelsgeschlecht der schlesischen Piasten und heiratete in die kujawischen Piasten ein.

## Leben
Euphrosine war Tochter von Herzog Kasimir I von Oppeln-Ratibor († 1230) und der schlesischen Prinzessin Wiola von Oppeln. Sie war die Mutter des polnischen Königs Władysław I. Ellenlang.

## Ehe und Familie
Sie heiratete zwischen 1257 und 1259 Kasimir I. von Kujawien. Aus der Ehe gingen die folgenden Kinder hervor:
- Władysław (1260/1261–1333), Herzog in Kujawien (Brześć Kujawski), von Sieradz, Łęczyca, Dobrin, Großpolen (Posen, Gnesen und Kalisch), Kleinpolen (Krakau und Sandomir), Pommerellen, ab 1306 Princeps von Polen und ab 1320 König von Polen;
- Kasimir (1262/65–1294), Herzog in Kujawien (Brześć Kujawski), von Łęczyca und Dobrin;
- Siemowit (1265–1312), Herzog von Dobrin;
- Euphemia (nach 1257–1308), als Gattin von Fürst Jurij I. (Jerzy I. oder Georg I.) durch Heirat Fürstin von Halytsch-Wolhynien